# Schistochlamys
Schistochlamys is een geslacht van zangvogels uit de familie Thraupidae (tangaren)

## Soorten
Het geslacht kent de twee soorten:
- Schistochlamys melanopis – Sluiertangare
- Schistochlamys ruficapillus – Kaneeltangare